# Юкпа (язык)
Юкпа (Carib Motilón, Macoíta, Manso, Northern Motilón, Yuco, Yucpa, Yuko, Yukpa, Yupa) — карибский язык, на котором говорит народ юкпа, который проживает в муниципалитете Бесерриль (южный диалект), в муниципалитете Агустин-Кодасси около рек Каньо-Ирока и Касакара (диалект касакара), в муниципалитете Агустин-Кодацци и соседних на севере и юге, на границе Колумбия-Венесуэла, департамента Сесар (горный хребет Сьерра-де-Периха) в Колумбии, а также на колумбийской границе, между реками Пальмар на севере и Тукуко на юге, на севере горного хребта Сьерра-де-Периха региона Сесар штата Сулия в Венесуэле.
У юкпа существует много диалектов: атапши (северный юкпа), васама, ирапа (южный юкпа), ирока (касакара), йикта, кояйма, макоита, маракас, парири (центральный юкпа). По крайней мере 5 диалектов сохранилось, из которых 2 в Венесуэле. Каскара и маракас, вероятно, самые крупные и могут быть отдельными языками. Венесуэльские диалекты, кажется, более похож на маракас. Не имеет отношения к языку бари.